# Jennifer O'Dell
Jennifer O'Dell (Ridgecrest, 27 novembre 1974) è un'attrice statunitense.
È nota soprattutto per la partecipazione alla serie televisiva The Lost World.

## Biografia
Ha partecipato a varie serie televisive, ha interpretato un piccolo ruolo di spogliarellista nella serie televisiva Pacific Blue, ha lavorato come modella ed è apparsa in varie copertine come in quella di Maxim e in riviste famose di fitness come Santé & Fitness. Ha lavorato anche nel telefilm Las Vegas, nell'episodio Gioielli di famiglia.

## Filmografia parziale

### Televisione
- The Lost World - serie TV, 66 episodi (1999-2002)
- Streghe (Charmed) - serie TV, episodio 6x20 (2004)
- Nip/Tuck - serie TV, episodio 2x09 (2004)
- Las Vegas - serie TV, episodio 1x21 (2004)
- The Closer - serie TV, episodio 1x02 (2005)
- CSI: Miami - serie TV, episodio 4x08 (2005)
- Shark - Giustizia a tutti I costi (Shark) - serie TV, episodio 1x13 (2007)
- CSI: NY - serie TV, episodio 3x17 (2007)
- Due uomini e mezzo (Two and a Half Men) - serie TV, episodio 5x02 (2007)
- NCIS - Unità anticrimine (NCIS) - serie TV, episodio 5x15 (2008)
- iCarly - serie TV, episodio 2x03 (2008)
- Bones - serie TV, episodio 7x09 (2012)
- Modern Family - serie TV, episodio 7x13 (2016)

## Doppiatrici italiane
Nelle versioni in italiano delle opere in cui ha recitato, Jennifer O'Dell è stata doppiata da:
- Valentina Favazza in The Lost World
- Emanuela D'Amico in The Closer
- Antonella Alessandro in CSI: NY
- Tatiana Dessi in NCIS - Unità anticrimine